# Бушак Станіслав Михайлович
Станіслав Михайлович Буша́к (нар. 26 лютого 1956, Феськівка) — український мистецтвознавець і геолог; доктор філософії з 2024 року. Член Національної спілки журналістів України з 2002 року.

## Життєпис
Народився 26 лютого 1956 року в селі Феськівці (нині Корюківський район Чернігівської області, Україна). З 1973 року мешкає у Києві. 1978 року закінчив Київський університет; 1997 року — Українську академію мистецтв.
7 лютого 2024 року в Національній академії образотворчого мистецтва і архітектури захистив докторську дисертацію на тему «Українські народні картини „Козак Мамай“ ХVІІІ–ХІХ століть: іконографія, ґенеза, еволюція» (керівник Вікторія Мазур).

## Наукова діяльність
Автор публікацій у галузях геології вугільних родовищ, історії української геології, краєзнавчих розвідок давнього і сучасного українського образотворчого мистецтва (українські пейзажі та народні картини). Серед робіт:
- «Угленосные формации и вещественный состав углей Днепровско-Донецкой впадины» (1990, у співавторстві);
- «„Мамаї“ та барокова культура» // Образотворче мистецтво. 1998. № 1;
- «Роль вчених-геологів у заснуванні Української Академії наук» // Геологічний журнал. 1998. № 3–4;
- «Українські ландшафти в образотворчому мистецтві» // Людина в ландшафті 21 століття: Гуманізація географії. Проблеми постнеокласичних методологій (1998);
- «„Мамаї“ та сміхова культура українського народу» // Слово і час. 1998. № 12;
- «Нариси з історії геологічних досліджень у Київському університеті» (1999, у співавторстві);
- «Гетьман Павло Скоропадський і Українська Академія Наук» // Сучасність. 2000. № 11;
- «Народномистецький образ захисника незалежності України (давньоукраїнська народна картина „Козак Мамай“)» // Народна творчість та етнологія. 2002. № 1–2.

Автор вступних статей до альбомів «Михайло Коломийчук» (1996), «Павло Баламаджі» (1998), «Іван Марчук» (2000); завершальних статей і коментарів — «Аліса Забой» (1999), «Володимир Слєпченко. Творчість» (2002); упорядник альбому «Козак — душа правдивая» (1998).
Автор низки статей до Енциклопедії сучасної України.